# Andrés Lorente

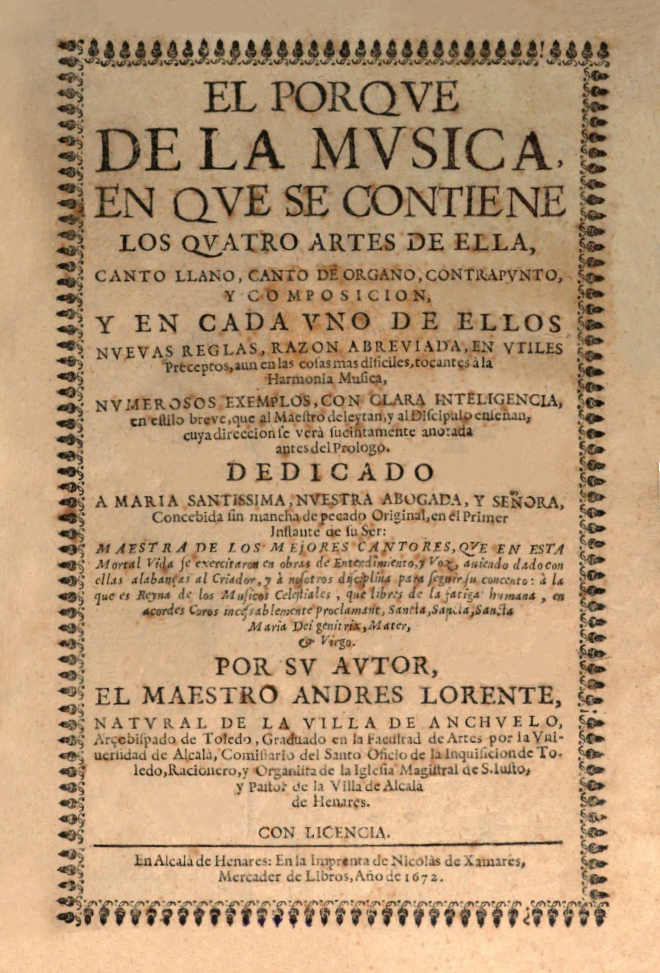
"El porque de la musica" (Alcalá de Henares, 1672).

Andrés Lorente (* 15. April 1624 in Anchuelo bei Toledo; † 1703 in Alcalá de Henares) war ein spanischer Musiktheoretiker, Organist und Komponist.

## Leben
Lorente studierte an der Universität Alcalá. Er war Kommissar der  Spanischen Inquisition. Von 1653 bis zu seinem Tod war er Organist der „Iglesia Magistral de los Santos Justo y Pastor“, der heutigen Kathedrale von Alcalá de Henares. 1672 veröffentlichte er das Werk El Porque de la Musica, en que se contiene los quatro artes de ella, canto llano, canto del organo, contrapunto y composicion... Es ist ein enzyklopädischer Überblick über die zeitgenössische Musiktheorie und stellt, illustriert mit zahlreichen eigenen Kompositionsbeispielen die Lehre vom Gesang und vom Kontrapunkt sowie die Harmonielehre dar.